# Quenienia
Quenienia (Kenyenya) é uma cidade do Quênia situada na antiga província de Nianza, no condado de Quisi. De acordo com o censo de 2019, havia 3 237 habitantes.